# Lauro Minghelli
Lauro Minghelli (Sassuolo, 11 gennaio 1973 – Modena, 15 febbraio 2004) è stato un calciatore italiano, di ruolo centrocampista.

## Carriera
Da bambino gioca nel Maranello, poi passa al Sassuolo. Qui rimane fino a quando la sua carriera ha una svolta: a 16 anni viene acquistato dal Torino, dove due anni dopo ricopre il ruolo di capitano della Primavera. Nel 1990-1991 e nel 1991-1992 il Torino Primavera si aggiudica lo scudetto. 
Nel 1993 passa all'Arezzo, allenato da Serse Cosmi. Anche qui Minghelli viene nominato capitano e contribuisce alla promozione della squadra aretina dal Campionato Nazionale Dilettanti alla Serie C2 al termine della stagione 1995-1996. Due anni dopo l'Arezzo è promosso in Serie C1; nel frattempo Minghelli si è già ammalato.

## La malattia e la morte
I primi sintomi della malattia, destinata di lì a poco a stroncarlo, si manifestano nel 1997 durante il campionato di Serie C2 quando inizia ad avvertire forti dolori alla schiena; gioca l'ultima partita alla sesta giornata; la malattia - che i medici diagnosticano inizialmente come una distrofia muscolare - non era ancora stata scoperta. Minghelli si reca così negli Stati Uniti d'America, in Minnesota, dove si sottopone ad alcuni esami. La diagnosi è una delle peggiori: sclerosi laterale amiotrofica, detta anche "morbo di Gehrig". La fine della carriera, a 24 anni, è inevitabile. A vent'anni era stato operato per un tumore benigno all'anca, mentre durante una visita a Roma gli era stata individuata una cisti anomala alla spina dorsale.
Nei tempi a seguire Minghelli cerca di condurre una vita normale, continuando nelle abitudini di sempre, nella sua vita sociale ed assistendo alle partite dei suoi ex compagni di squadra dell'Arezzo. Trascorre anche un periodo in Brasile, aiutato dal clima. Dopo cinque anni la situazione peggiora rapidamente, finché il 13 febbraio 2004 viene ricoverato al Policlinico di Modena a causa di una febbre alta che lo affligge da giorni. Il suo fisico, ormai debole, non regge e due giorni dopo, alle 14:30 del 15 febbraio, Minghelli muore all'età di 31 anni. Le spoglie di Lauro Minghelli sono sepolte nel cimitero di Maranello.

## Omaggi
Il 24 aprile 2006 è stato inaugurato a Torre Maina, località del comune di Maranello, un campo da calcio intitolato a Lauro Minghelli, alla presenza di Serse Cosmi, Luca Toni, Stefano Pioli e Cristian Bucchi.
Negli anni duemila i tifosi dell'Arezzo gli hanno dedicato la curva sud dello Stadio Città di Arezzo.
A Magreta gli è stato dedicato il Trofeo Estivo Memorial Lauro Minghelli, che si tiene al campo sportivo di calcio nel centro del paese.

## Palmarès

### Club

#### Competizioni giovanili
- Campionato Primavera: 2

Torino: 1990-1991, 1991-1992

#### Competizioni nazionali
- Campionato Nazionale Dilettanti: 1

Arezzo: 1995-1996